# Neckeropsis crinita
Neckeropsis crinita är en bladmossart som beskrevs av Fleischer 1908. Neckeropsis crinita ingår i släktet Neckeropsis och familjen Neckeraceae. Inga underarter finns listade i Catalogue of Life.